# Pneumònia fúngica
La pneumònia fúngica és una micosi dels pulmons. Pot ser causada per fongs endèmics, oportunistes, o una combinació d'ambdós. La mortalitat de les pneumònies fúngiques pot assolir fins a un 90% en els pacients immunodeficients, tot i que en general els pacients immunocompetents responen bé a la teràpia antifúngica una vegada identificat l'agent causal.
La pneumònia fúngica és rara, però pot afectar individus amb dèficits immunitaris deguts a la sida, medicaments immunosupressors o altres problemes mèdics, especialment neoplàsies hematològiques, malaltia pulmonar obstructiva crònica (MPOC) o fibrosi quística. La fisiopatologia de la pneumònia causada per fongs és semblant a la de la pneumònia bacteriana. La pneumònia fúngica és causada sovint per Histoplasma capsulatum, Candida albicans (rares vegades en un pacient immunocompetent) Blastomyces, Cryptococcus neoformans, Pneumocystis jiroveci (abans anomenat P. carinii) i Coccidioides immitis. La histoplasmosi és especialment comuna a la conca del riu Mississippi i la coccidioidomicosi al sud-oest dels Estats Units. La infecció pulmonar per Paracoccidioides brasiliensis, un fong dimòrfic propi de l'Amèrica Llatina i agent causant de la paracoccidioidomicosi, pot originar pneumònies intersticials d'aspecte molt similar a les que produeix P. jiroveci.
Les pneumònies per Mucor són inhabituals, segueixen un curs tòrpid i apareixen amb certa freqüència en diabètics no controlats, ja que aquests fongs tenen un enzim particular que afavoreix el seu creixement en medis alts en glucosa. Un mucoral poc conegut i que té una gran similitud amb C. immitis, Cokeromyces recurvatus, pot ser l'origen de pneumònies letals després d'un trasplantament. La infecció per un altre membre del grup, Rhizopus azygosporus, dona lloc eventualment a pneumònies necrosants funestes en malalts amb COVID-19 greu. A diferència de C. neoformans, Cryptococcus gattii causa pneumònies predominantment en subjectes no immunodeprimits i no s'associa amb cap dèficit immunitari en particular. Aquest llevat encapsulat és bastant comú a Papua Nova Guinea, Austràlia septentrional, Índia i Brasil, però des de fa uns vint anys ha aparegut a l'illa de Vancouver, Oregó, Washington i Mèxic. La seva soca VGII té una destacable virulència. Cryptococcus laurentii (un basidiomicot present a les dejeccions dels colúmbids i emprat com biopesticida contra la podridura de la fruita) pot generar pneumònies en malalts de sida.
Penicillium marneffei, un fong endèmic de l'Àsia Sud-oriental i de la Xina meridional considerat un patogen emergent, és origen de pneumònies insidioses que afecten principalment a subjectes que pateixen alteracions primàries o secundàries del sistema immunitari. Ha estat descrit algun cas aïllat de pneumònia fatal per Penicillium digitatum, fong mesòfil necrotròfic que abunda en el sòl de les zones productores de cítrics. Les pneumònies per Penicillium chrysogenum són una raresa.
Amb tot, els membres del gènere Aspergillus són els responsables de la major part d'aquestes pneumònies, especialment A. fumigatus (80 % de les pneumònies per aspergil·losi invasiva), i A. flavus (15-20 %); encara que A. niger, A. terreus, A. versicolor, A. nomius o A. lentulus també poden produir-les. La coinfecció pulmonar per Aspergillus i altres tipus de fongs en pacients no VIH positius és un fet desacostumat, però no insòlit. S'han creat mètodes per detectar la presència en l'alè de metabòlits volàtils d'aquests fongs, fent possible una diagnosi més ràpida de les aspergil·losis invasives pulmonars amb valors de sensibilitat i especificitat molt alts (94% i 93%, respectivament). El procediment es basa en la identificació molecular de determinades partícules produïdes pels Aspergillus (de forma particular per A. fumigatus) sota condicions d'hipòxia i que surten del tracte respiratori amb l'aire exhalat.
Infreqüentment, algunes espècies poc habituals de Candida (entre elles C. dubliniensis, C. krusei o C. glabrata) causen pneumònies. Les infeccions respiratòries candidòsiques greus no son rares en pacients ingressats en unitats de cures intensives (UCI), tenen una diagnosi diferencial difícil i la seva taxa de mortalitat específica és important.
Poques vegades es veuen pneumònies fúngiques per Curvularia spp. (un gènere de fongs hifomicets), Sepedonium spp. (uns fongs saprofítics de la mateixa classe molt semblants morfològicament a H. capsulatum), Trichosporon spp. (gènere de fongs anamòrfics que inclou espècies presents al sòl i a la microbiota cutània causants d'infeccions oportunistes), Acremonium spp. (unes floridures saprofítiques molt comunes pertanyents a la família Hypocreaceae) o Scedosporium spp. (uns rars fongs filamentosos de la classe Sordariomycetes molt resistents als antifúngics). Excepcionalment, la síndrome d'hipersensibilitat a la dapsona en un malalt sense problemes d'immunitat, pot complicar-se de forma fatal a causa d'una pneumònia per S. apiospermum.
Les pneumònies per Pseudallescheria boydii (un ascomicet que abunda en aigües estancades i brutes) són molt rares en persones sense compromís immunològic o que no hagin sofert un quasi ofegament. Solen respondre bé al tractament amb azols. Tilletiopsis minor (un exobasidiomicet fitopatogènic que no acostuma a originar micosis en humans immunocompetents) és una causa força insòlita de pneumònia, atribuïble al contacte amb sòls altament contaminats. Paecilomyces variotii i Paecilomyces lilacinus són uns altres fongs patògens emergents de distribució cosmopolita que causen pneumònies d'índole oportunista.
Pel que fa al gènere Cladosporium, s'ha registrat algun rar cas de pneumònia hemorràgica per l'espècie fitopatògena Cladosporium cladosporioides.
Les pneumònies per Fusarium spp. són molt inusuals en individus no immunocompromesos.
Fins a 2019 només s'havia descrit un cas de pneumònia per Acrophialophora levis, un fong poc comú resistent a la calor que es troba al sòl en zones temperades i tropicals.
De forma ocasional, la pneumònia fúngica és la primera manifestació d'una malaltia granulomatosa crònica en adults.